# Camuflaje (película)
Camuflaje (Camouflage en V.O) es una película cómica de acción dirigida por James Keach y protagonizada por Leslie Nielsen y Lochlyn Munro.

## Argumento
Marty Mackenzie (Lochlyn Munro) es un aspirante mediocre a actor que busca probar suerte en Hollywood, tras su enésimo fracaso para triunfar, pierde el poco dinero que le quedaba y tanto su novia como representante le abandonan. En un bar, Marty conoce a Jack Potter (Leslie Nielsen), un detective privado, él le sirve de inspiración y le pide que le contrate a prueba para mejorar así su mediocre manera de actuar. Aunque Potter se niega, accede a contratarle debido a las insistencias de su compañero y le encarga una sencilla misión, debe ir a Beaver Ridge a investigar un caso de infidelidad, Potter le explica que un cliente (quien se quiere divorciar de su mujer) sospecha que su mujer está teniendo una aventura con otro y que necesita pruebas para divorciarse. Cuando llega hasta allí, sigue a la pareja pero su misión se va al traste cuando descubre que la mujer y el amante son en realidad maridos y que todo resulta ser un ardid para que Potter pueda vigilar de cerca a la mujer con la que años atrás llegó a tener un romance.
Las cosas se complican cuando mientras escuchan a la pareja manteniendo relaciones, este parece oír gritos de auxilio de alguna parte y más tarde una explosión. Lo que él pensaba que sería una misión sencilla acaba complicándose y llama a Potter para ponerle de aviso viéndose los dos obligados a vivir en un pueblo donde todos los habitantes tienen algo en común, son extravagantes y locos.

## Reparto
- Leslie Nielsen: Jack Potter
- Lochlyn Munro: Marty Mackenzie
- Vanessa Angel: Cindy Davies
- William Forsythe: Sherif Alton Owens
- Patrick Warburton: Horace Tutt, Jr.
- Tom Aldredge: Lionel Pond
- Frank Collison: Agente flaco
- Suzan Krull: Mujer flaca
- C. Ernst Harth: Tiny
- Brahm Taylor: Christie
- Richard Faraci: Ned